# 栃木県道106号久下田停車場線
栃木県道106号久下田停車場線（とちぎけんどう106ごう くげたていしゃじょうせん）は、栃木県真岡市に位置する一般県道である。

## 概要
真岡市二宮地区（旧二宮町）のメインストリートである国道294号から、二宮地区の玄関口である真岡鐵道久下田駅までを結ぶ道路。二宮地区には旧道と新道、2本の国道294号が南北に貫いており（2009年に旧道は国道指定解除）、当路線は当初は東側を走る旧道が起点であったが、路線変更により栃木県道44号栃木二宮線の一部が組み込まれ、西側の新道起点に変更された。

### 路線データ
- 総延長：0.999km[1]
- 実延長：0.569km[1]
- 起点：栃木県真岡市久下田（久下田停車場）
- 終点：栃木県真岡市久下田西7丁目（久下田西7丁目交差点＝国道294号、国道408号、栃木県道44号栃木二宮線交点）
- 認定：1961年（昭和36年）4月1日

## 路線状況

### 交通量
24時間自動車類交通量（台/日）
- 久下田駅-久下田駅入口交差点-久下田下交差点間：4,842
- 久下田下交差点-久下田西7丁目交差点間：2,743

## 地理

### 通過する自治体
- 栃木県
  - 真岡市

### 交差する道路
交差する道路の特記がないものは市道。
| 交差する道路                      | 交差する道路                      | 交差点名 | 交差点名      |
| --------------------------------- | --------------------------------- | -------- | ------------- |
| 久下田駅                          |                                   |          |               |
| 国道294号旧道                     | -（屈折）                         | 真岡市   | 久下田駅入口  |
| -（屈折）                         | 国道294号旧道 県道216号岩瀬二宮線 | 真岡市   | 久下田下      |
| 国道294号・国道408号              | 国道294号・国道408号              | 真岡市   | 久下田西7丁目 |
| 県道44号栃木二宮線 栃木・下野方面 |                                   |          |               |

### 沿線
- 真岡鐵道真岡線久下田駅
- 足利銀行久下田支店